# Heuvelachtig korenveld
Heuvelachtig korenveld (Frans: Champ de blé) is een schilderij van Jacob van Ruisdael dat hij rond 1660 maakte. Het kwam in 1873 in de collectie van het Museum voor Schone Kunsten in Rijsel door een schenking van Alexandre Leleux, eigenaar van de regionale krant L'Echo du Nord.

## Voorstelling
Een grote wolk waarvoor nog net een zwerm vogels te zien is, neemt een prominente plaats in op het schilderij. Een licht golvende vlakte wordt erdoor in het halfduister gedompeld. Links, onder een stukje blauwe lucht, valt een veld met koren op. Rechts rijdt een ruiter gekleed in een rode cape met zijn hond, voorafgegaan door de donkere silhouetten van een man en een kind, op een bochtige weg die deels door de zon wordt beschenen.
Het thema van een korenveld in het zonlicht is veelvuldig opgepakt door Jacob van Ruisdael. Er zijn 27 voorbeelden bekend met een vergelijkbare compositie: vanuit een laag gezichtspunt wordt een landschap weergegeven dat wordt gedomineerd door een lucht vol zware wolken die twee derde van het canvas beslaat. Het aardse deel van het landschap, dat het laatste derde deel beslaat, bestaat uit een in de schaduw gehulde voorgrond en op de achtergrond krachtig verlichte elementen. Dat de toeschouwer in de schaduw is geplaatst, versterkt het effect van de kleur van het verlichte deel van het schilderij.
Er zijn veel hypothesen naar voren gebracht over de bedoelingen, symbolisch of politiek, van de Nederlandse landschapsschilders uit de zeventiende eeuw, onder wie Jacob van Ruisdael een prominente plaats inneemt. Hoewel ze in staat waren om de werkelijkheid die in de natuur werd waargenomen waarheidsgetrouw uit beelden, was het niet hun doel deze werkelijkheid te reproduceren. Zij hadden veel meer tot doel om verschillende landschapsmotieven samen te voegen tot een totaalpanorama met een sterke esthetische werking. Dit is hier zeker het geval, waar het hoofdonderwerp van het schilderij het spel van licht op het landschap is.

## Afbeelding

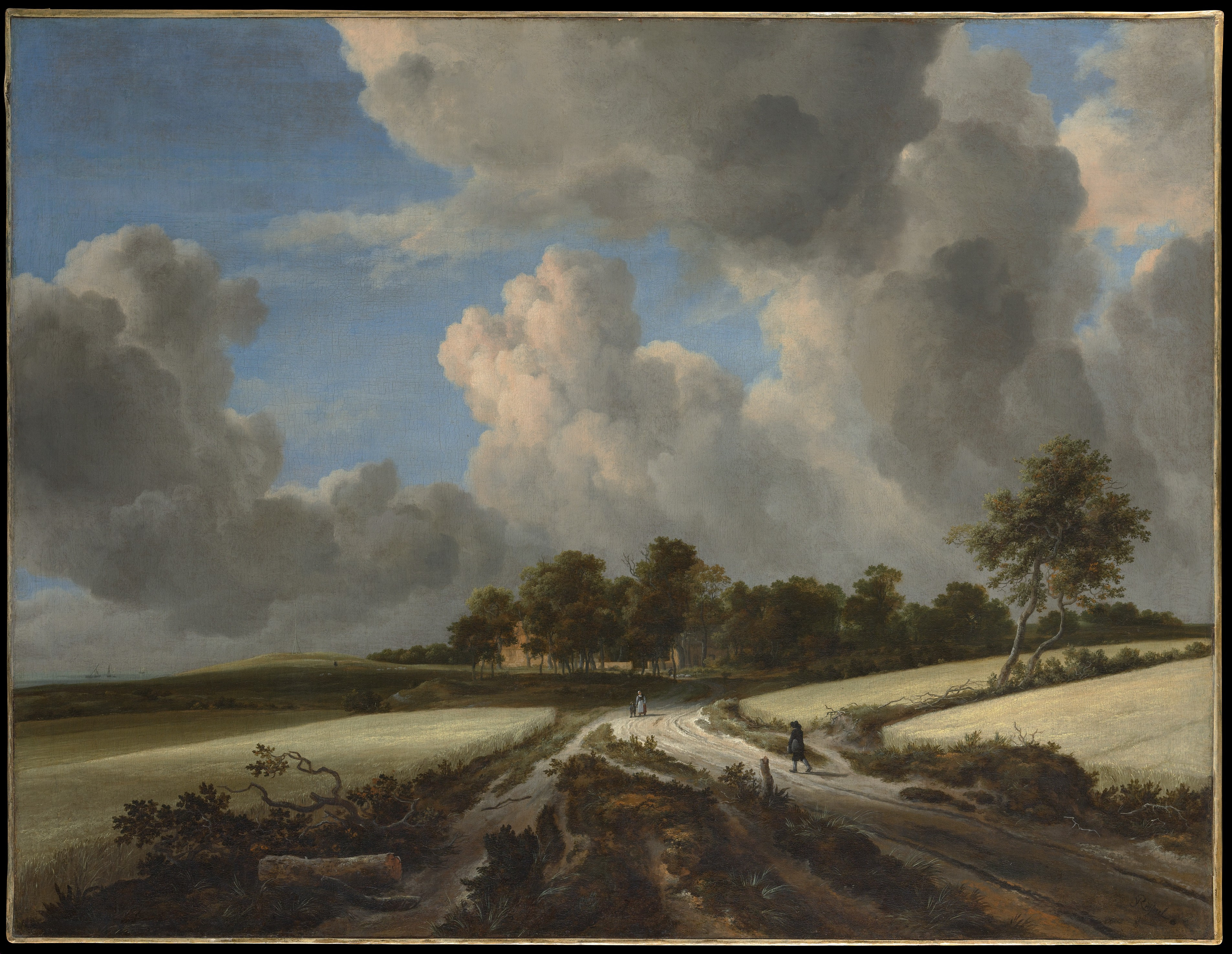
Korenveld (ca. 1670), versie in het Metropolitan Museum of Art